# Plettet mudderklire
Den plettede mudderklire (Actitis macularia) er en lille sneppefugl. Arten yngler over det meste af Canada og USA. Den trækker til det sydlige USA og Sydamerika og er en sjælden gæst i Vesteuropa.
Den når en længde på 18-20 cm og vejer 35-70 g.